# 黄立
黄立（1963年6月—），湖北武汉人，中华人民共和国企业家、政治人物，现任武汉高德红外股份有限公司党委书记、董事长，中华全国工商业联合会副主席。